# Magdalena Martullo-Blocher
Pour les articles homonymes, voir Blocher.
Magdalena Martullo-Blocher, née le 13 août 1969 à Männedorf (originaire de Meilen, Zurich et Schattenhalb), est une entrepreneuse et personnalité politique suisse, membre de l'Union démocratique du centre (UDC). 
Fille de Christoph Blocher, elle est présidente-directrice générale et vice-présidente du conseil d'administration de Ems-Chemie et députée du canton des Grisons au Conseil national depuis novembre 2015.

## Biographie
Magdalena Martullo-Blocher naît Magdalena Blocher le 13 août 1969 à Männedorf dans le canton de Zurich. Elle est originaire de deux autres communes du même canton, Meilen et Zurich, et d'une commune du canton de Berne, Schattenhalb. Elle est la fille aînée de Christoph Blocher et a un frère et deux sœurs,. 
Elle étudie à l'Université de Saint-Gall (HSG), où elle obtient une licence en économie d'entreprise. Elle est chef de produit chez Johnson & Johnson de 1994 à 1996, puis responsable marketing chez Rivella AG jusqu'en 2000. C'est notamment elle qui développe le Rivella vert. 
En janvier 2001, elle entre au sein du groupe Ems. En août de la même année, elle en intègre le conseil d'administration. En 2002, elle en devient la vice-présidente. Lorsque son père est élu au Conseil fédéral, elle intègre[pas clair] l'entreprise Ems-Chemie. Depuis 2004, elle est l’actionnaire majoritaire et la directrice générale du groupe.
Elle est mariée à Roberto Martullo, ancien président de l'UDC de Meilen. C'est lui qui s'occupe de leurs trois enfants,. Ils habitent à Meilen. 
Son frère, Markus Blocher, d'un an son cadet, est docteur en chimie de l'EPFZ et directeur et actionnaire majoritaire de l'entreprise pharmaceutique Dottikon ES, ancienne filiale d'Ems-Chemie devenue indépendante en 2005. Sa première sœur, Miriam Blocher, de cinq ans sa cadette, ingénieure en denrées alimentaires, mariée à Matthias Baumann, directeur de l'entreprise d'ameublement Pfister, est propriétaire de Läckerli Huus depuis 2006, tandis que la benjamine, Rahel Blocher, de six ans sa cadette, est économiste de formation, directrice de la société financière Robinvest, présidée par son père, et présidente du conseil d'administration du groupe de presse qui publie la Basler Zeitung,,,.
Le magazine Bilanz estime la fortune de la famille Blocher à un montant situé entre dix et onze milliards de francs suisses — soit neuf à dix milliards d’euros, ce qui la situe parmi les dix familles les plus riches de Suisse. En octobre 2017, un groupe de Jeunes Socialistes se postent devant sa maison pour manifester en faveur de l'initiative des 99 %, Magdalena Martullo-Blocher symbolisant selon eux la classe ultra-riche suisse.

## Parcours politique
En avril 2015, elle fait savoir qu'elle sera candidate au Conseil national sur une liste UDC du canton des Grisons. Elle figure en tête de liste. Le 18 octobre 2015, lors des élections fédérales, elle est élue au Conseil national pour la législature 2015-2019, en obtenant le troisième meilleur score des cinq candidats élus. Elle est réélue en 2019, obtenant le meilleur score du canton, et en 2023, en deuxième place des cinq élus. Elle est membre de la Commission de l'économie et des redevances (CER).
Elle est membre de l'Action pour une Suisse indépendante et neutre.
Vice-présidente de l'UDC grisonne depuis 2016, elle devient vice-présidente de l'UDC en mars 2018 après que son père a démissionné de ce poste,. Elle préfère alors se faire appeler simplement Magdalena Martullo.
En 2020, au début de la crise du coronavirus, elle porte un masque au Conseil national et se voit sommée de l'enlever par la présidente du conseil.

### Positionnement politique
Magdalena Martullo-Blocher défend fidèlement les valeurs de l'UDC, en particulier la souveraineté et l'opposition à l'Union européenne, une stricte gestion des finances, le libéralisme économique et l'opposition à des taxes environnementales. Son style direct est jugé trop cassant.